# MTV (Japón)
MTV JAPAN (MTV Japón) es la versión japonesa de MTV y es subsidiario de la división Paramount Networks EMEAA. Fue lanzado el 24 de diciembre de 1992 y puede ser visto a través de Sky Perfect Tv! y Sky Perfect Tv E2! en Japón.

## Historia
En 1984 inician una serie de programas con videos musicales, conciertos y entrevistas en segmentos a través de la cadena Asahi llamado MTV Club, pero fue cancelado en 1988.
En octubre de 1988 comienza la emisión de MTV Japón en la cadena Tokyo Broadcasting System, el cual era un segmento en un canal de esta cadena que emitía varios de los programas de MTV.
En 1992, Music Channel Inc. adquirió una licencia de Viacom para difundir la señal con el nombre de MTV oficialmente. La difusión comenzó en análogo en Skyport, con PerfecTV! tenido acceso agregado en 1996 y DirecTV se agregó en 1997. A partir de ese año se vuelven más notables los VJs como The panter y Ken Lloyd.
En 1998, Music Channel Inc. canceló su licencia con Viacom debido a un fuerte incremento del impuesto sobre patente. Por lo tanto, a partir del 1999 la estación cambia su nombre a Vibe, se cambia de contenido y se centra más en música local. 
En el año 2000, MTV Broadcasting Japan Inc., una compañía separada y formada por el grupo CSK de Sega, adquiere la licencia para transmitir con el nombre de MTV pero curiosamente no la utiliza y usa el nombre de M-BROS. Meses más tarde cancelarían la licencia y el canal dejaría de transmitir el 30 de abril de 2002
Viacom formó de nuevo un contrato con Music Channel Inc., y creó un renacimiento de MTV Japón el 1 de enero de 2001, esta vez quedaría bajo control de MTV Networks con el capital de Music Channel Inc. Este cambia su nombre a MTV Japan Inc.
Hay una diferencia marcada en este renacimiento de MTV Japón que hace contraste con el MTV Japón antiguo: Este último se centró en artistas americanos y británicos, mientras que el primero se centra en artistas locales. Consecuentemente, el canal ha tenido críticas de autores del MTV Japón antiguo. Sin embargo, en marzo de 2006 tuvo más de 6.000.000 espectadores, y ha sido un éxito financiero total.
En agosto de 2006, MTV Japón fue hecho un subsidiario completo de MTV Networks. Se consolida las demás actividades con otros subsidiarios de Viacom en Japón, tal como Nickelodeon Japón.

## Programación
MTV Japón emite una variedad de programas, similar de a MTV en América, vídeos musicales y Reality shows o diferentes programas relacionados con la música internacional y japonesa contemporánea.

### MTV Japan Shows
- M Size
- M Chat
- AFTER HOURS
- Wake-Up MTV!
- Sunrise Tune
- Sunset Tune
- Afternoon Tune
- Morning Tune
- Fresh
- World Chart Express
- PeeP
- Hot Picks
- Morning Hot Picks
- DANCELIFE
- Laguna Beach
- Tempura (Japanese Version of Jackass)
- Korea Top 5
- International Top 40
- Japan Chart Top 10
- U.S Top 20
- U.K Top 10
- The Hills
- Punk'd
- Pimp My Ride
- 106 & Park: BET's Top 10 Live
- Carmen Electra's Sexy Body Lesson
- Classic Series
- MTV Video Music Awards Japan (VMAJ)
- Usavich

### VJs actuales
- Teppei
- Arisa Urahama
- Akiko Fukuda
- RURI
- KENNY
- Rei
- Boo
- Kana Oya

### VJs pasados
- MEGUMI
- RENA
- Marc Panther
- Ken Lloyd